# 新罗马 (组织)
新罗马（英語：Names of Constantinople，直译：New Rome）是一个致力于罗马文化复兴和重建的国际组织，成立于1998年，后在美国缅因州注册为非营利组织，肩负教育和精神使命。 新罗马宣称要促进“古羅馬宗教、文化和美德的复兴”和“共同的罗马理想”。
据悉，新罗马提供有关罗马文化、拉丁语、古罗马服饰和歷史重演的在线资源， 但其目标不仅是重演爱好者社区或历史研究小组。基于重建罗马仪式和活动构造精神层面，斯特里姆斯卡、戴维、阿德勒、加拉格尔-阿什克拉夫特和克里斯赛德斯等学者，将其称为“罗马重建主义者”社区。 因为其具有基于古罗马共和国的结构， 拥有元老院、行政长官和公民议会颁布的法律，并且拥有自己的造币；同时，新罗马组织自行架设的维基自称为“国家”，所以一些外部观察家将其归类为“私人國家”。

## 罗马身份和宗教复兴
新罗马最主要的目标，是为现代世界中自我认同为罗马人的人们，提供一个生活社区，并复兴可以体验和表达真正的罗马身份的传统。 由于罗马人最真实、最传统的文化表达形式之一，是庆祝各种节日、仪式和典礼，因此新罗马采用古羅馬宗教作为其“國教”， 同时也保障罗马公民的宗教自由。宗教学者迈克尔·约克指出传统的罗马思维方式、罗马哲学，为新罗马人的灵性提供道德准则。
新罗马人尽可能真实地重建国内宗教传统和圣物（sacra publica）， 包括恢复古代祭司学院， 例如教皇和弗拉门的办公厅，以及全年庆祝罗马假期的完整周期。 根据安大略省宗教宽容顾问的报告，新罗马人在圣诞节期间，庆祝罗马节日的农神节。
2006年，新異教作家玛戈特·阿德勒记述新罗马组织计划修复位于罗马的库柏勒神殿。

## 现场活动和聚会

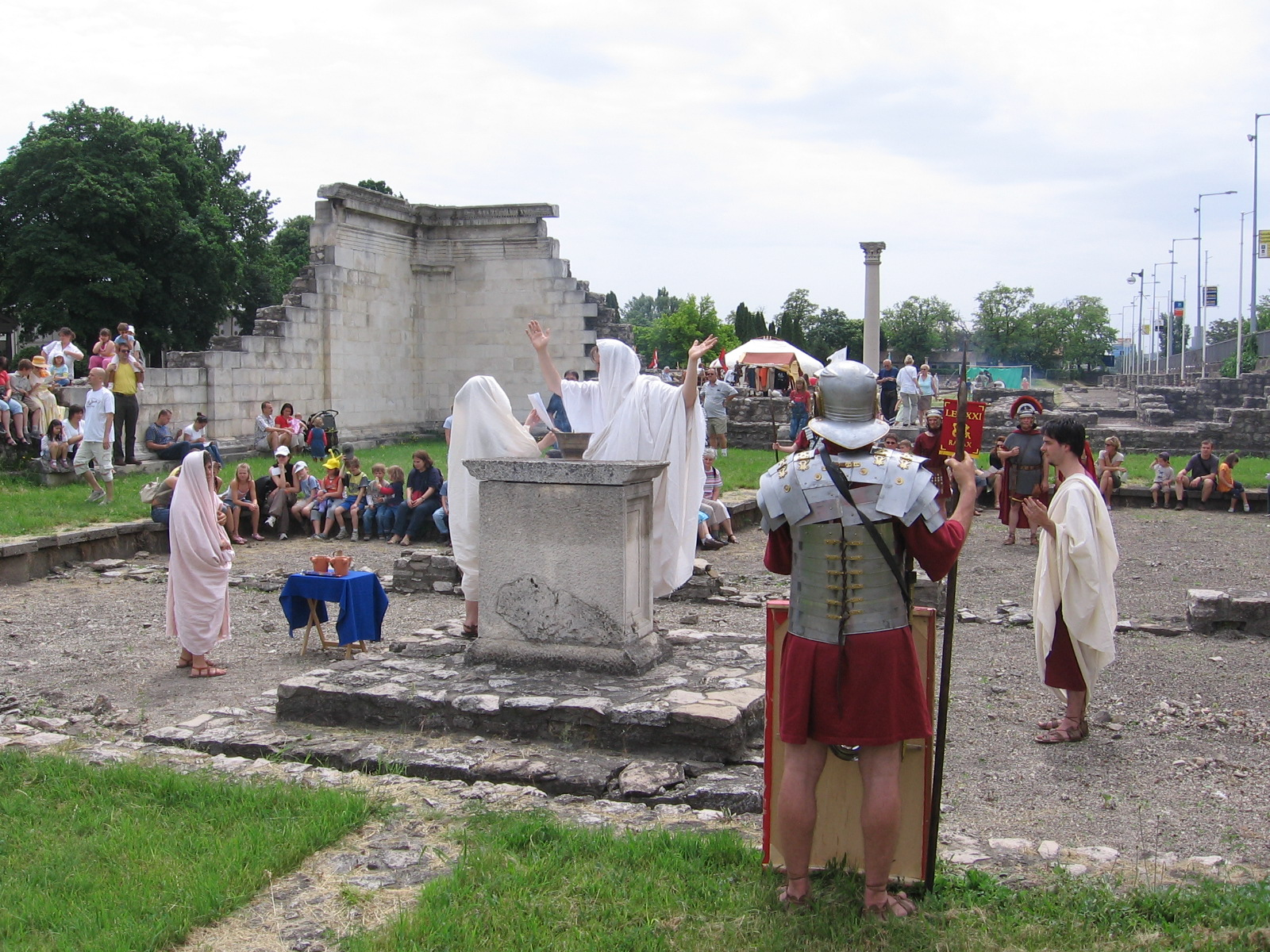
2008年，新罗马人在阿昆库姆（布达佩斯）举行罗马宗教仪式

新罗马举办属于自己的本地和国际聚会，并定期与其附属重演团体参加历史节日和公共活动，例如：保加利亚斯维什托夫的古代遗产节、缅因州韦尔斯海港公园的罗马市场日、意大利的福尔维夫论坛、匈牙利布达佩斯的萨瓦里安竞技（Ludi Savarienses）历史嘉年华和阿昆库姆广场（Aquincum Floralia）春季庆典， 或是罗马举行的罗马圣日（Natale di Roma）， 庆祝新罗马成立二十周年。

## 文化竞赛
新罗马的文化活动中，与各种罗马节日相关的竞赛和游戏占有重要地位，其中包括各种各样的节目，从轻松幽默的在线游戏到严肃的艺术竞赛，例如：2005年首次举办的历史小说写作文学竞赛“Certamen Petronianum”（佩特罗尼乌斯奖）， 评委会由知名人士组成，包括多部罗马题材畅销小说作家柯林·馬嘉露和罗马历史学教授及英國國家學術院前副院长T·P·怀斯曼；第二届比赛的评委是世界奇幻奖获奖作家及诗人舟·沃頓。 克里斯托弗·弗洛姆（Kristoffer From）是首届“Certamen Petronianum”比赛的获奖者。

## 罗马文化项目
新罗马曾经铸造两枚塞斯特斯硬币，一枚为青铜币，发行于2000年；另一枚为黄铜币，发行于2005年。每枚硬币上均刻有SPQR字母，直径为32毫米，厚度为1.8毫米。如果将这些塞斯特蒂乌斯送回新罗马组织的财库，可以兑换成50美分， 因此它们可以在社区成员之间代替真实货币使用。
新罗马作为一个非营利组织，其财政部门致力于赞助各种罗马文化项目，包括实验考古计划、重演活动，以及重建罗马神庙、祭坛与其他宗教配件，或者重建来自古罗马时期的任何物品。

## 分会
新罗马组织总部的国际治理政策， 允许每个国家的新罗马社区创立分支组织，称之为省（provincia），并根据当地国家法律规定，组建自己的非营利组织或法人组织。 这使得当地能够得到更好的认可和管理，并合乎当地法律和保险的覆盖范围，例如：澳大拉西亚生活历史联合会（Australasian Living History Federation，ALHF）。

## 历史背景
罗马文化复兴有着悠久的历史，“新罗马”一词象征复兴罗马过去宏伟的遗迹，因此与历史上的新罗马相互呼应，例如：
- 西罗马帝国衰落之后，拜占庭或东罗马帝国奠基于君士坦丁堡（有时被称为“新罗马”或“第二罗马”），成为罗马哲学的幸存体现。[50]
- 从15世纪开始，第三罗马学说被视为莫斯科大公国、俄罗斯帝国等帝国发展野心的正当理由。[51]
- 20世纪初，墨索里尼试图建立一个以地中海为基础的新罗马帝国（对比意大利帝国）。[52]

## 另見
- 古罗马
- 祖宗成法
- 復興羅馬教
- 泛拉丁主义
- 古典重演（英语：Classical reenactment）

## 外部連結
- 官方网站